# Чурилово (Харовский район)
Чурилово — деревня в Харовском районе Вологодской области.
Входит в состав Харовского сельского поселения, с точки зрения административно-территориального деления — в Харовский сельсовет.
Расстояние до районного центра Харовска по автодороге — 6 км. Ближайшие населённые пункты — Бор, Горка, Пехтиха, Тюшиха, Селезениха.
По переписи 2002 года население — 2 человека.